# Lockheed Constellation
Lockheed Constellation er et 4-motors propeldrevet passagerfly, der blev bygget af den amerikanske flyproducent Lockheed i perioden 1943 til 1958, på fabrikkerne i Burbank, Californien. Flyet blev produceret i 856 eksemplarer fordelt på fire modeller. Flyet blev primært brugt til civil lufttransport, men det amerikanske luftvåben benyttede også flyet under luftbroen ved Blokaden af Berlin. Den amerikanske præsident Dwight D. Eisenhower brugte et Lockheed Constellation som præsidentfly.